# Sitella (protista)
Sitella es un género de foraminífero bentónico de la familia Turrilinidae, de la superfamilia Turrilinoidea, del suborden Buliminina y del orden Buliminida. Su especie tipo es Bulimina laevis. Su rango cronoestratigráfico abarca desde el Coniaciense hasta el Maastrichtiense (Cretácico superior).

## Discusión
Clasificaciones previas incluían Sitella en el suborden Rotaliina del orden Rotaliida.

## Clasificación
Sitella incluye a las siguientes especies:
- Sitella albata †
- Sitella campanica †
- Sitella carseyae †
- Sitella fusiformis †
- Sitella gracilis †
- Sitella humilis †
- Sitella laevis †
- Sitella leucocephala †
- Sitella obtusa †
- Sitella pyriformis †
- Sitella striata †